# Idi i Smotri
Idi i smotri (em russo: Иди и смотри; no Brasil, Vá e Veja; em Portugal, Vem e Vê) é um filme de drama soviético de 1985 dirigido por Elem Klimov que narra a Ocupação da Bielorrússia pela Alemanha nazista. Protagonizado por Aleksei Kravchenko e Olga Mironova, foi selecionado pela União Soviética para concorrer ao Oscar de melhor filme estrangeiro, mas não conseguiu indicação.

## Elenco
- Aleksei Kravchenko - Flyora
- Olga Mironova - Glafira/Glasha
- Liubomiras Laucevičius - Kosach
  - Valeriy Kravchenko - Dublê de Kosach
- Vladas Bagdonas - Roubej
- Jüri Lumiste - oficial alemão
- Evgeniy Tilicheev - colaborador
- Viktor Lorents - comandante alemão

## Prêmios e indicações
| Prêmios                                    | Prêmios             | Prêmios       | Prêmios     | Prêmios   |
| Prêmio                                     | Data da cerimônia   | Categoria     | Indicação   | Resultado |
| ------------------------------------------ | ------------------- | ------------- | ----------- | --------- |
| Festival Internacional de Cinema de Moscou | 12 de julho de 1985 | Prêmio Golden | Elem Klimov | Venceu    |
| Festival Internacional de Cinema de Moscou | 12 de julho de 1985 | FIPRESCI      | Elem Klimov | Venceu    |